# Payena annamensis
Payena annamensis là một loài thực vật có hoa trong họ Hồng xiêm. Loài này được Lecomte mô tả khoa học đầu tiên năm 1930.